# الیو سوزا
الیو سوزا (انگلیسی: Hélio Sousa; تلفظ پرتغالی:[ˈɛlju ˈsɔza ˈnɛvis]؛ زادهٔ ۱۲ اوت ۱۹۶۹) بازیکن سابق و مربی فوتبال اهل پرتغال است.
از باشگاه‌هایی که در آن بازی کرده‌است می‌توان به باشگاه فوتبال ویتوریا ستوبال اشاره کرد.
وی همچنین در تیم‌های ملی فوتبال زیر ۲۰ سال پرتغال زیر ۲۱ سال پرتغال پرتغال بازی کرده‌است.